# Diploastraeidae
Diploastraeidae  is een familie van neteldieren uit de klasse van de Anthozoa (bloemdieren). 

## Geslacht
- Diploastrea Matthai, 1914